# Južna velika nižina
Južna velika nižina (madžarsko Dél-Alföld) je regija Madžarske, ki ima središče v Szegedu. Kot pove ime, obsega južni del Velike madžarske nižine.
Obsega naslednje županije: Bács-Kiskun, Békés in Csongrád.
Ima površino 18.339 km², kjer živi 1.367.000 prebivalcev; povprečna gostota prebivalcev je tako 75 prebivalcev/km².